# 林和夜
林 和夜（リン　かずよ）は、アニメ音楽の作曲家、作詞家、シンガーソングライター。

## アニメ楽曲提供

### 作詞・作曲・編曲・歌
- TO BE HERO（中国語版、日本語版）
  - エンディングテーマ「私のパパが地球を守る 〜我爹守护地球〜」[1]
- 中国アニメ『狐妖小紅娘』
  - 挿入歌「相聚万年樹」[2]
  - 挿入歌「此彼絵卷」 [3]

### 作詞・作曲・編曲
- 中国アニメ『狐妖小紅娘』
  - エンディングテーマ「鈴舟」[4]
  - エンディングテーマ「君路」[5]